# Carlo Conti Rossini
Carlo Conti Rossini (Salerno, 25 aprile 1872 – Roma, 21 agosto 1949) è stato un orientalista italiano.

## Biografia
Fu direttore del Tesoro di stato dal 1917 al 1925, socio dei Lincei dal 1921 e accademico d'Italia dal 1939. Nel 1937 ricevette il premio Mussolini dell'Accademia, per le scienze morali e storiche.
Gli si devono vari lavori sulla geografia storica dell'Etiopia, dei quali il più celebre è indubbiamente Italia ed Etiopia dal trattato di Uccialli alla battaglia d'Adua (1935), e lavori di fonetica etiope (Lingua tigrina, 1940). 
È stato tra i fondatori della rivista Rassegna di studi etiopici, tuttora edita dall'Istituto per l'Oriente Carlo Alfonso Nallino (nel cui Consiglio d'Amministrazione e scientifico a lungo garantì il suo impegno), insieme a Vinigi Lorenzo Grottanelli. 
Vicepresidente della Banca nazionale del lavoro per molti anni, ne divenne presidente nel 1943, per brevissimo periodo, su nomina del governo Badoglio.
La sua biblioteca è conservata a Roma. Una via a Roma, in zona Ardeatino, è intitolata a lui.